# IC 5066
IC 5066 је спирална галаксија у сазвјежђу Паун која се налази на листи објеката дубоког неба у Индекс каталогу.
Деклинација објекта је - 73° 8' 51" а ректасцензија 20h 57m 3,1s. Привидна величина (магнитуда) објекта IC 5066 износи 14,3 а фотографска магнитуда 15,1. IC 5066 је још познат и под ознакама ESO 47-18, IRAS 20519-7320, PGC 65768.